# Derlei
Vanderlei Fernandes Silva (São Bernardo do Campo, 14 juli 1975), beter bekend als Derlei, is een voormalig Braziliaans-Portugees voetballer.

## Statistieken
| Club              | Seizoen         | League | League | Cup  | Cup   | League Cup | League Cup | Europa | Europa | Total | Total |
| Club              | Seizoen         | Apps   | Goals  | Apps | Goals | Apps       | Goals      | Apps   | Goals  | Apps  | Goals |
| ----------------- | --------------- | ------ | ------ | ---- | ----- | ---------- | ---------- | ------ | ------ | ----- | ----- |
| União de Leiria   | 1999-00         | 26     | 8      |      |       | –          | –          | –      | –      | 26    | 8     |
| União de Leiria   | 2000-01         | 32     | 13     |      |       | –          | –          | –      | –      | 32    | 13    |
| União de Leiria   | 2001-02         | 33     | 21     | 1    | 0     | –          | –          | –      | –      | 34    | 21    |
| União de Leiria   | Totaal          | 91     | 42     | 1    | 0     | –          | –          | –      | –      | 92    | 42    |
| FC Porto          | 2002-03         | 26     | 7      | 1    | 1     | –          | –          | 13     | 12     | 40    | 20    |
| FC Porto          | 2003-04         | 18     | 12     | 1    | 1     | –          | –          | 8      | 3      | 27    | 16    |
| FC Porto          | 2004-05         | 13     | 0      | 0    | 0     | –          | –          | 5      | 0      | 18    | 0     |
| FC Porto          | Totaal          | 57     | 19     | 2    | 2     | –          | –          | 26     | 15     | 85    | 36    |
| Dinamo Moskou     | 2005            | 23     | 13     | 0    | 0     | –          | –          | –      | –      | 23    | 13    |
| Dinamo Moskou     | 2006            | 18     | 7      | 2    | 0     | –          | –          | –      | –      | 20    | 7     |
| Dinamo Moskou     | Totaal          | 41     | 20     | 2    | 0     | –          | –          | –      | –      | 43    | 20    |
| S.L. Benfica      | 2006-07         | 12     | 1      | 0    | 0     | –          | –          | 4      | 0      | 16    | 1     |
| S.L. Benfica      | Totaal          | 12     | 1      | 0    | 0     | –          | –          | 4      | 0      | 16    | 1     |
| Sporting Lissabon | 2007-08         | 4      | 1      | 2    | 1     | 0          | 0          | 0      | 0      | 6     | 2     |
| Sporting Lissabon | 2008-09         | 20     | 5      | 0    | 0     | 1          | 2          | 7      | 2      | 28    | 9     |
| Sporting Lissabon | Totaal          | 24     | 6      | 2    | 1     | 1          | 2          | 7      | 2      | 34    | 11    |
| Carrière totaal   | Carrière totaal | 225    | 88     | 7    | 3     | 1          | 2          | 37     | 17     | 270   | 110   |

## Erelijst
América-RN
- Campeonato Potiguar: 1996

 FC Porto
- Primeira Liga: 2002/03, 2003/04
- Taça de Portugal: 2002/03
- Supertaça Cândido de Oliveira: 2003, 2004
- UEFA Champions League: 2003/04
- UEFA Cup: 2002/03
- Wereldbeker voor clubteams: 2004

 Sporting SC
- Taça de Portugal: 2007/08
- Supertaça Cândido de Oliveira: 2007, 2008

Individueel
- Topscorer UEFA Cup: 2002/03
- Portugees speler van de maand: oktober 2003